# Versace
A divatcéget Gianni Versace alapította 1978-ban, az olaszországbeli Milánóban. Az első butikot a Via della Spigán nyitotta meg és szinte azonnal népszerűvé vált. Mára világvezető nemzetközi divatházzá nőtte ki magát. A cég luxus minőségű ruházatot, divatcikkeket, ékszert, illatszert és lakberendezési tárgyakat tervez és forgalmaz.
Gianni 1997-ben gyilkosság áldozata lett, így a céget két testvére vette át, Donatella Versace művészeti igazgatóként (korábban alelnök) és Santo Versace vezérigazgatóként. Donatella lánya, Allegra a vállalatot 50%-ban birtokolja.
A cég tervezői és stylistjai csoportokban dolgoznak. Minden munkacsoport kifejezetten egy divatvonalon munkálkodik. A csapatok Donatella felügyelete és koordinációja alatt működnek.
Jelenleg több mint 80 butikjuk van a világszerte öt kontinensen (Európa, Észak-Amerika, Dél-Amerika, Ázsia és Ausztrália). A vállalat központja továbbra is Milánóban található.

## Stílus
A márka rendkívül nőies darabjairól ismert, amikkel mind a kifutókon, mind pedig a hírességek körében nagy népszerűségre tettek szert. Védjegyükké vált a testhez simuló, női vonalakat követő, merész, mélyen dekoltált szabás. Gyakran a legkülönbözőbb anyagokat (műanyag, bőr, textil) társítják.

## Szemüvegek
A Versace-szemüvegeket a kollekció részeként, a Luxottica-csoport licence alapján gyártják.

## Palazzo Versace
2000 szeptemberében, az ausztráliai Gold Coaston megnyílt a vállalat első luxusszállodája. Az exkluzív, hatcsillagos hotelben a tehetős vendégeknek lehetőségük nyílik, hogy átérezhessék a szálloda nyújtotta Versace-életstílust.